# Cosimo I. Medicejský
Cosimo I. Medicejský (italsky Cosimo I de' Medici [kozimo de medyči] (12. června 1519 Florencie – 21. dubna 1574) někdy nazývaný „Veliký“ byl druhý vévoda florentský a od roku 1569 první velkovévoda toskánský. Energický a bezohledný vladař, ale také podporovatel věd a umění.

## Životopis

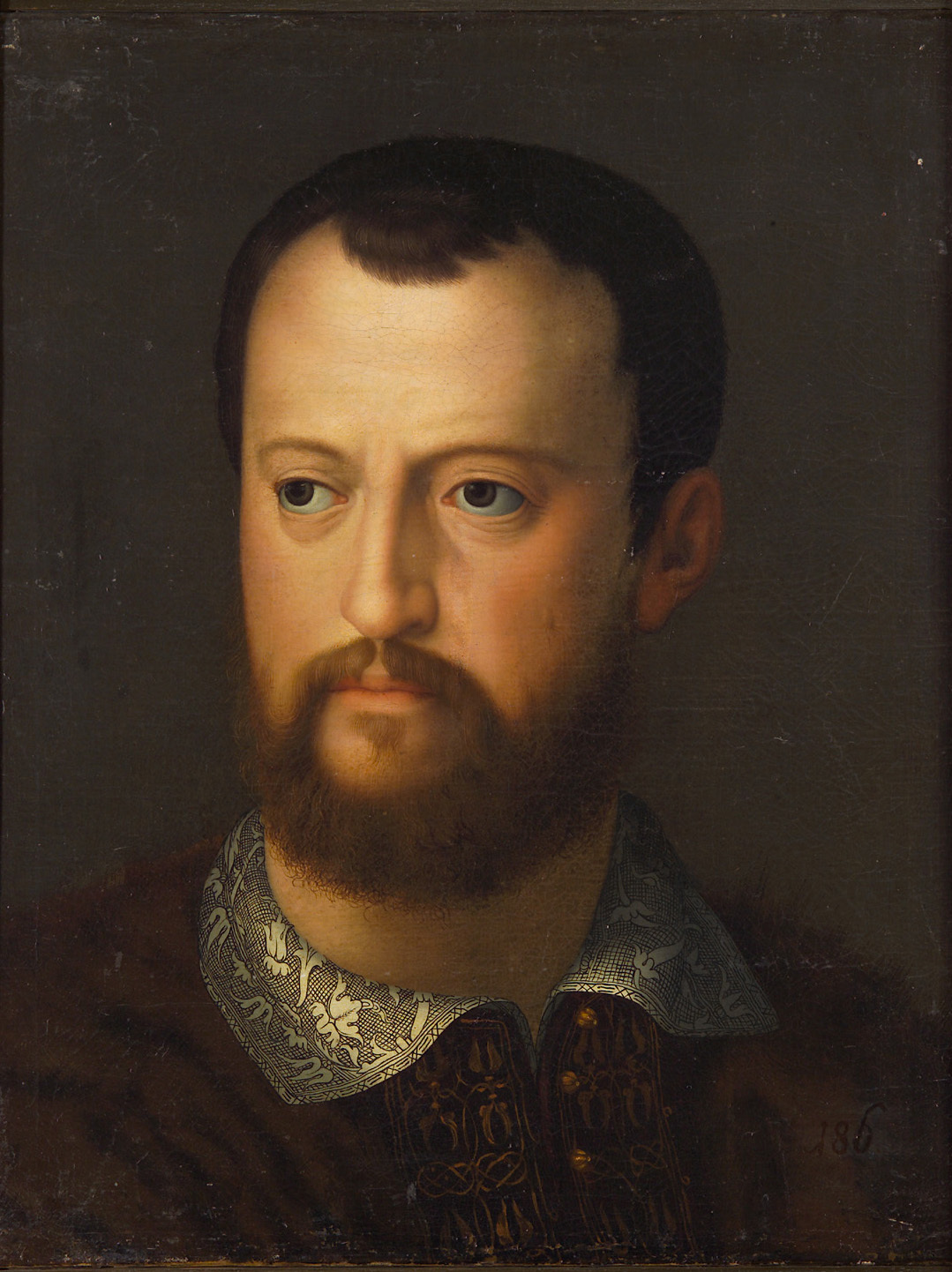
A. Bronzino: Cosimo de Medici

Cosimův otec, Giovanni delle Bande Nere, byl kondotiér a patřil k mladší větvi rodu Medicejských. Jeho matka Maria pocházela z vlivné bankéřské florentské rodiny Salviati.
Když byl roku 1537 panující vévoda Alessandro de Medici zavražděn, bylo jeho synovi a legitimnímu nástupci Giuliovi pět let. Rada města proto dala přednost Cosimovi, jehož podporoval i císař Karel V. Významnou roli v nástupu Cosima sehrál i jeho strýc kardinál Innocenzo Cibo, který předpokládal, že by pro Cosimovo mládí mohl strnout veškerou moc na sebe. Protože mu bylo teprve 17 let, domnívali se představitelé vyhnaných florentských rodů, že přišla jejich chvíle. Vzbouřenci finančně podporovaní francouzskými exulanty, Filippem Strozzim a Baccio Valorim, však byli 3. července 1537 poraženi v bitvě u toskánské pevnosti Montemurlo. Zajaté vzbouřence, v čele s Alessandro Vitellim, dal pak postupně popravit, silně omezil práva republikánských institucí a vládl jako absolutní panovník.
S obratně získanou podporou císaře dobyl republiky Luccu a Pisu a roku 1569 ho papež Pius V. v Římě korunoval jako velkovévodu toskánského. Už roku 1564 ale nemocný Cosimo učinil svého syna Francesca spoluvládcem.

## Vztah k umění
Podle plánů svého všestranného dvorního umělce Giorga Vasariho nechal Cosimo vybudoval nové úřadovny, kde dnes sídlí galerie Uffizi, dokončil stavbu paláce Pitti a přilehlého parku Boboli. Florencie byla doplněna četnými sochami, právě za jeho vlády vznikla současná podoba mostu Santa Trinità. Mezi jeho dvorní malíře patřil Agnolo Bronzino, jehož portréty vévody a jeho ženy se nacházejí také v Národní galerii v Praze. Znovu vybudoval univerzitu v Sieně, rozšířil univerzitu v Pise, vybudoval řadu veřejných staveb a založil rytířský Řád svatého Štěpána, který se velmi vyznamenal při obraně pobřeží proti námořním lupičům. Na hlavním historickém náměstí Piazza della Signoria ve Florencii stojí od roku 1598 jeho bronzová jezdecká socha od Giambologni.

## Manželství a potomci
Roku 1539 se oženil s Eleonorou z Toleda, dcerou místokrále neapolského Pedra Álvareze de Toledo y Zúñiga, jež mu porodila 6 synů a 4 dcery. Roku 1570, osm let po Eleonořině smrti, se oženil podruhé se svou milenkou Camillou Martelli; šlo o morganatické manželství. Jejich dcera Virginie se narodila již dva roky před sňatkem v roce 1568, byla však legitimizována. Ze dvou nemanželských vztahů měl další dceru a syna.